# 마쓰카와 고
마쓰카와 고(일본어: 松川 虎生, 2003년 10월 20일 ~ )는 일본의 프로 야구 선수이며, 현재 퍼시픽 리그인 지바 롯데 마린스의 소속 선수(포수)이다. 오사카부 한난시 출신이다.

## 상세 정보

### 출신 학교
- 와카야마 시립 와카야마 고등학교

### 선수 경력
- 지바 롯데 마린스(2022년 ~ )

### 수상·타이틀 경력
- 올스타전 감투 선수상 : 1회(2022년 2차전)
- 월간 최우수 배터리상 : 2회
  - 2022년 3·4월 ※투수: 사사키 로키
  - 2022년 5월 ※투수: 사사키 로키
- 지바시 특별 수상 ‘신시대 홈타운 감동상’(2022년)[주 1]

### 개인 기록

#### 첫 기록
- 첫 출장·첫 선발 출장 : 2022년 3월 25일, 대 도호쿠 라쿠텐 골든이글스 1차전(라쿠텐 세이메이 파크 미야기), 8번·포수로 선발 출장
- 첫 타석 : 상동, 3회초에 노리모토 다카히로로부터 2루 땅볼[3]
- 첫 안타 : 2022년 3월 27일, 대 도호쿠 라쿠텐 골든이글스 2차전(라쿠텐 세이메이 파크 미야기), 5회초에 기시 다카유키로부터 우전 안타
- 첫 타점 : 2022년 4월 3일, 대 사이타마 세이부 라이온스 3차전(ZOZO 마린 스타디움), 6회말에 와타나베 유타로로부터 우중간 적시 2루타
- 첫 도루 : 2022년 9월 13일, 대 홋카이도 닛폰햄 파이터스 19차전(ZOZO 마린 스타디움), 2회말에 3루 안착(투수: 우와사와 나오유키, 포수: 시미즈 유시)[4]

#### 올스타전에 관한 기록
- 올스타전 출장 : 1회(2022년)
- 고졸 신인 포수가 팬 투표로 선출 : 2022년 ※사상 최초[5]
- 고졸 신인에 의한 안타 : 2022년 2차전, 2회초에 도코다 히로키로부터 우전 적시타 ※역대 5번째, 18세 9개월에 기록하는 것은 역대 최연소 타이 기록[6]
- 고졸 신인에 의한 타점 : 상동 ※역대 3번째, 18세 9개월에 기록하는 것은 역대 최연소[6]

#### 그 외의 기록
- 고졸 신인 포수가 개막전에 선발 출장 ※역대 3번째, 승리를 거둔 것은 역대 2번째[7][주 2]
- 신인 포수가 퍼펙트 게임을 달성한 경기에서 포수로 출전 : 2022년 4월 10일, 대 오릭스 버펄로스 3차전(ZOZO 마린 스타디움), 사사키 로키가 퍼펙트 게임을 달성했을 때 풀 출장 ※역대 최초[주 3]
- 포수로서 한 경기에서의 20차례 수비 기회 : 상동, 척살 19개·보살 1개 ※역대 최다[11][주 4]
- 포수로서 한 경기에서의 19개 척살 : 상동 ※역대 3번째, 퍼시픽 리그 역대 2명째이자 2번째로 최다 기록[11]
- 고졸 신인 포수 시즌 70경기 선발 출장 : 2022년 ※70경기 이상 선발한 것은 1957년 다이고 다케오(마이니치) 이후, 양대 리그제 출범 후에는 5번째, 드래프트 제도가 도입된 이후에는 역대 최다[12]
- 신인 시즌 장타율 0.200 : 상동 ※역대 3번째로 낮음, 고졸 선수로서는 최악의 기록[12]

### 등번호
- 2(2022년 ~ )

### 연도별 타격 성적
| 연 도      | 소 속      | 경 기 | 타 석 | 타 수 | 득 점 | 안 타 | 2 루 타 | 3 루 타 | 홈 런 | 루 타 | 타 점 | 도 루 | 도 루 자 | 희 생 번 | 희 생 플 | 볼 넷 | 고 4 | 사 구 | 삼 진 | 병 살 타 | 타 율 | 출 루 율 | 장 타 율 | O P S |
| ---------- | ---------- | ----- | ----- | ----- | ----- | ----- | ------- | ------- | ----- | ----- | ----- | ----- | -------- | -------- | -------- | ----- | ---- | ----- | ----- | -------- | ----- | -------- | -------- | ----- |
| 2022년     | 지바 롯데  | 76    | 212   | 185   | 12    | 32    | 5       | 0       | 0     | 37    | 14    | 1     | 0        | 8        | 1        | 18    | 0    | 0     | 60    | 7        | .173  | .245     | .200     | .445  |
| 2023년     | 지바 롯데  | 9     | 18    | 16    | 1     | 3     | 0       | 0       | 0     | 3     | 1     | 0     | 0        | 1        | 0        | 1     | 0    | 0     | 4     | 1        | .188  | .235     | .188     | .423  |
| 통산 : 2년 | 통산 : 2년 | 85    | 230   | 201   | 13    | 35    | 5       | 0       | 0     | 40    | 15    | 1     | 0        | 9        | 1        | 19    | 0    | 0     | 64    | 8        | .174  | .244     | .199     | .443  |

- 2023년 시즌 종료 기준

### 연도별 수비 성적
| 연도 | 소속      | 포수  | 포수  | 포수  | 포수  | 포수  | 포수     | 포수  | 포수      | 포수      | 포수     | 포수     |
| 연도 | 소속      | 경 기 | 척 살 | 보 살 | 실 책 | 병 살 | 수 비 율 | 포 일 | 도루 시도 | 도루 허용 | 도 루 자 | 저 지 율 |
| ---- | --------- | ----- | ----- | ----- | ----- | ----- | -------- | ----- | --------- | --------- | -------- | -------- |
| 2022 | 지바 롯데 | 76    | 467   | 56    | 5     | 7     | .991     | 6     | 59        | 45        | 14       | .237     |
| 2023 | 지바 롯데 | 9     | 47    | 6     | 0     | 0     | 1.000    | 0     |           |           |          |          |
| 통산 | 통산      | 85    | 514   | 62    | 5     | 7     | .991     | 6     |           |           |          |          |

- 2023년 시즌 종료 기준[주 5]

### 주해
1. ↑  사사키 로키의 퍼펙트 게임 달성에 지원한 역할을 해준 공로로 수상했다.[2]
2. ↑  포수 뿐만 아니라 고졸 신인 야수가 개막전에 선발 출전하는 것은 양대 리그제 이후 역대 15번째이며 퍼시픽 리그에서는 역대 12번째이다.[8][9]
3. ↑  노히트 노런을 포함하면 역대 2번째, 고졸 신인으로는 역대 최초[10]
4. ↑  지금까지의 최다 기록은 1955년 후지오 시게루, 1995년 나카지마 사토시, 2004년 노다 고스케, 2005년 후루타 아쓰야, 2006년 야마자키 가쓰미 등이 기록한 19개이다.[11]
5. ↑  도루 시도, 도루 허용, 도루자, 저지율에 대해서는 참고 문헌 참조

### 출전
1. ↑  “ロッテ - 契約更改 - プロ野球”. 닛칸 스포츠. 2023년 11월 22일에 확인함.
2. ↑  “【速報】千葉市、ロッテ朗希と松川に感動賞　「千葉移転３０周年の偉業、感慨深い」”. 《千葉日報》. 2022년 4월 13일. 2022년 4월 13일에 확인함.
3. ↑  “【ロッテ】ドラフト１位・松川虎生のプロ初打席は二ゴロ”. 《스포츠 호치》. 2022년 3월 25일. 2022년 3월 25일에 확인함.
4. ↑  “【ロッテ】松川虎生プロ初盗塁「三盗」でマーク　荻野貴司の打席で初球から仕掛けチャンス広げる”. 《닛칸 스포츠》. 2022년 9월 13일. 2022년 9월 13일에 확인함.
5. ↑  “【球宴】ロッテ佐々木朗希、パ先発１位で初出場「抜ける可能性もある」球宴最速記録更新へ意欲”. 《닛칸 스포츠》. 2022년 7월 6일. 2022년 7월 6일에 확인함.
6. 1 2  “【球宴】ロッテ松川虎生初安打初打点「ただただ無我夢中です。うれしいっス」打点は最年少記録”. 《닛칸 스포츠》. 2022년 7월 26일. 2022년 7월 26일에 확인함.
7. ↑  “ロッテ松川、高卒新人開幕マスクで白星　55年の大映・谷本稔以来の快挙”. 《스포츠 닛폰》. 2022년 3월 25일. 2022년 3월 25일에 확인함.
8. ↑  “2022年シーズンの記録の回顧（全般記録）”. 《일본 야구 기구》. 2022년 5월 16일에 확인함.
9. ↑  “2019年シーズンの記録の回顧（全般記録）”. 《일본 야구 기구》. 2022년 5월 16일에 확인함.
10. ↑  “【データ】受けたロッテ松川もすごかった　高卒１年目捕手が完全試合でマスクかぶったのは史上初”. 《닛칸 스포츠》. 2022년 4월 10일. 2022년 4월 11일에 확인함.
11. 1 2 3  “2022年シーズンの記録の回顧（守備記録）”. 《일본 야구 기구》. 2022년 4월 11일. 2022년 4월 11일에 확인함.
12. 1 2  “【データで見る】ロッテ松川虎生　「守」はブラボー、「打」はsilent”. 《닛칸 스포츠》. 2022년 12월 17일. 2022년 12월 25일에 확인함.

## 참고 문헌
- 베이스볼 매거진사, 편집. (2022). 《ベースボール・レコード・ブック》 [베이스볼 레코드 북]. 2023日本プロ野球記録年鑑. 베이스볼 매거진사. ISBN 978-4-583-11546-7. 52페이지 참조.